# 泡泡紗星期四

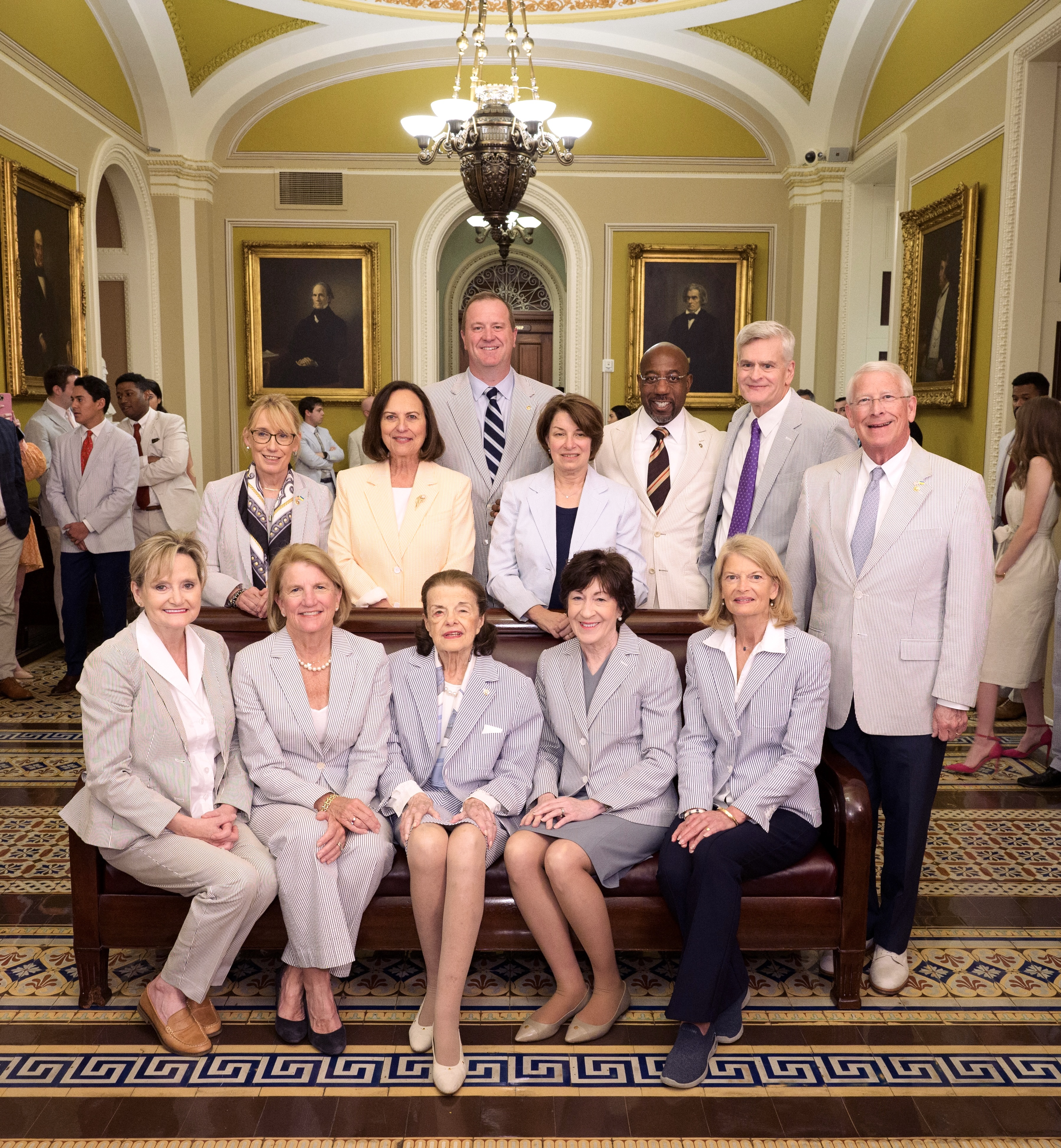
2023年泡泡紗日中的美國參議員

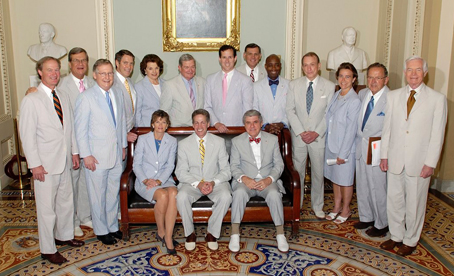
2006年的泡泡紗星期四

泡泡紗星期四是美國國會的年度傳統，參議員們會在全國泡泡紗日當天身著泡泡紗質料的服裝。傳統上，這一天該是「六月的第二或第三週裡某個『溫暖怡人的日子』」。這種輕盈的棉質布料與美國南部溫暖濕潤的氣候有關。
《泡泡紗星期四》由密西西比州共和黨參議員特倫特·洛特於1996年發起的，他希望“給國會大廈增添一絲南方魅力”，讓參議院追憶1950年代空調出現前的議員著裝。這項活動曾於2012年因國會僵局而一度暫停，後又於2015年恢復。
雖然全國泡泡紗星期四每年只舉辦一次，但在整個夏季的星期四中看到國會工作人員身著泡泡紗裝也並不罕見。

## 泡泡紗裝的歷史

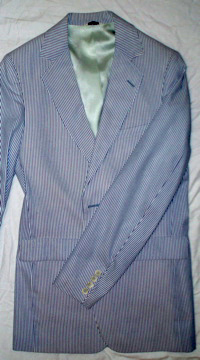
藍白色的泡泡紗夾克

泡泡紗織物很可能是大英帝國於19世紀下半葉經由殖民貿易傳入美國南部。這種源自印度西部的棉質織物因質輕且表面預皺，非常適合在夏季的潮濕環境中穿著，而在20世紀初成為美國的標誌性服飾。紐奧良服裝店主Joseph Haspel被認為是泡泡紗西裝的發明人。
泡泡紗服在有空調之後就少人穿了。到了1950年代，國會大廈也開始配備空調，泡泡紗服就不再是必需品。葛雷哥萊·畢克在名作《梅岡城故事》中就穿著泡泡紗西裝，開創南方的小鎮律師服裝典範。

## 泡泡紗星期四的歷史
1996年，參議員特倫特·洛特宣布，定當年六月的一個星期四為首個全國泡泡紗日。他的目標是表明「參議院並非只是一群穿著深色服裝的陰鬱人士—男士還繫上紅色或藍色領帶」。2004年，參議員黛安·范士丹決定鼓勵女性議員追隨此傳統以提高參與度。隔年，14位女性參議員中有11位身著范士丹所致贈的服裝，參與「泡泡紗星期四」。
2012年，參議院領導人在最後一刻取消了泡泡紗星期四，因為擔心會在國會最終導致2013年美國聯邦政府關閉事件的連番辯論中看來不像樣。 全國泡泡紗日一直被取消到2015年5月27日，當日參議員比爾·卡西迪成功推動泡泡紗星期四的盛大回歸。卡西迪評論道：「這項獨特的美國時尚歷史悠久，可追溯到1909年…Haspel先生說得最好，『熱就是熱，管你是怎麼討生活來著。』」